# 本巣市立本巣小学校
本巣市立本巣小学校（もとすしりつ もとすしょうがっこう）は、岐阜県本巣市の公立小学校。

## 就学区域
- 山口、曽井中島、法林寺、文殊[1]
- 本巣市は学校選択制を導入しており、就学区域外の本巣市内在住者でも、1年生の入学時および転入時においてのみ本巣小学校を選択することが可能[1][2]。

## 沿革
- 1950年（昭和25年）6月1日 - 本巣郡文殊村と山添村が合併し、本巣村が発足。同時に文殊村立文殊小学校と山添村立山添小学校を統合し、新たに本巣村立本巣小学校として開校。統合校舎は無く、旧・文殊小学校と旧・山添小学校を分教室とする。
- 1951年（昭和26年）4月 - 本巣中学校校舎（現在地）に移転。[3]。
- 1960年（昭和35年）4月1日 - 町制施行により本巣町となる。同時に本巣町立本巣小学校に改称する。
- 1971年（昭和46年） - 新校舎が完成。
- 2004年（平成16年） - 本巣町、真正町、糸貫町、根尾村が合併し本巣市が発足。同時に本巣市立本巣小学校に改称する。

## 進学先中学校
- 本巣市立本巣中学校